# 狭山まちづくりネットワーク
狭山まちづくりネットワーク（さやままちづくりネットワーク、以下ネットワーク）は2005年に結成された市民団体。埼玉県狭山市のまちづくりに関する活動を行っている。主に狭山市駅西口地区再開発事業に関して「見直し」を求めていた。この団体はもともと、狭山市と入間市の合併に反対する運動をしていた団体が母体。狭山市駅西口地区再開発事業は2012年7月をもって完成、終了し、全施設供用開始に至っている。

## 組織概要
- 狭山まちづくりネットワーク
  - 狭山市議会（2007年4月改選）
    - 日本共産党狭山市議会議員団
      - 広森すみ子
      - 猪股嘉直
      - 日野恵美子（大沢恵美子）

    - 市民21（保守系、2010年12月会派解散）
      - 中川浩（民主党系）
      - 田中寿夫（政治団体新風21代表）

    - 保守系無所属
      - 大島政教（元市議長）

  - 狭山市議会（2005年結成時）
    - 日本共産党狭山市議会議員団
      - 内笹井務（2007年3月引退）
      - 広森すみ子
      - 猪股嘉直
      - 日野恵美子（大沢恵美子）

    - 保守系無所属
      - 中川浩
      - 大島政教（元市議長）
      - 斎藤哲男（2006年5月死去）
      - 大沢正一（狭山まちづくりネットワーク代表。元市議長、2007年1月死去）

  - 元狭山市議会議員
    - 日本共産党
      - 飯島邦男（元埼玉県議会議員）

    - 革新系無所属
      - 秋山淳子

  - 狭山まちづくりを考える会
  - 狭山市駅西口再開発を見直す会

## 主な活動
- 狭山市駅西口地区整備計画の「見直し」を求める活動。

## 狭山市駅西口地区整備計画の論点
- 狭山市の負担が約200億円となること
- 地権者の生活
- 通過交通を呼び込む道路配置
- バス停から改札までの距離
- ホームまでの昇降回数
- ロータリー付近の3つの公益施設
- ロータリー近傍の戸建住宅地
- ロータリー付近の建物が地上3階建と有効利用に疑問

## 市議会での動き
- 2006年1月23日、ネットワークは事業の「見直し」を求める市民の署名とともに地権者71名によるとする意見書を提出したが、後に明らかにされた意見書の名簿を調べたところ実際の地権者は21名であった。この意見書の署名数の食い違いが問題となり、3月に開かれた定例議会においてこの件について調査する「狭山市駅西口地区整備の意見書・署名簿に関わる調査特別委員会」（以下、委員会）の設置を求める議案が提出された。これに対してネットワークに属する議員のひとりが、意見書は議会が正式に受理したものではないのではないか、議会には様々な文書が来るがそういったものの問題をいちいちとりあげるべきではないのではないか、という趣旨の主張を展開し抵抗の構えを見せたものの議案は可決。意見書の署名の問題は委員会で調査される事となった。
- ネットワークに属する議員のひとりが、上述の調査特別委員会において虚偽の発言をしたとして、2006年12月14日、市議会はその議員に対する辞職勧告決議案を可決した。
- 「住民投票を求める狭山市民の会」が、市の提示した再開発事業案の賛否を問う住民投票条例制定を求め、2006年10月6日から11月5日まで署名活動を行い、10日に16,519人分（後に有効署名は15,355人分と判明）の署名を市選挙管理委員会に提出した。これを受け、29日から開かれた定例議会に投票条例制定案が提出されたが、12月14日、市議会は否決（賛成7名・反対19名）した。
- ネットワークは、事業を駅前の安全確保のための道路・ロータリー整備に必要な90億円分の規模に縮小すべきと主張し、金額の根拠は市が議会に示した資料によるものとしていた（90億円論）。その金額の根拠について推進派の市民団体が2006年の10月に質していた[1]が、複数の市議会議員のウェブサイトによれば、2007年2月13日の市議会全員協議会において推進派の一議員が市幹部に問うたところ、そのような物を渡した事実は無いと言明、また、ネットワークに属する議員に根拠とした資料を明らかにするよう求めたものの明確な説明は無く、資料を監査委員に提示することもできなかったとの事である。21日になって2003年と2005年に議会市街地整備促進特別委員会に提出された資料の道路・ロータリー部分の買収・補償費と工事費とを合計をしたとの回答（後に市議会議員となる田中寿夫が編集長を務める地域ミニコミ紙「サニープレス」も2007年3月7日発行の第200号の記事で同趣旨の説明をした）がなされたとの事であるが、推進派の議員からはこの計算についても「駅前道路・ロータリー整備のみにとどめた場合には実現できない方式による費用の合計である」との批判がある。

## 選挙との関係
- 2006年12月23日付の産経新聞の地域面に、運動は2007年に予定された市長選挙への準備の側面もあるのではないかという趣旨の解釈が紹介された記事が掲載された。
- 2007年4月の統一地方選挙埼玉県議会議員選挙では民主党推薦、政治団体新風21（田中寿夫代表）推薦無所属の新人北村浩が立候補し、西口再開発事業見直しを前面に掲げ、見直し派の投票の受け皿を標榜して選挙戦を展開。当選した。続いて行われた統一地方選挙狭山市議会議員選挙では定数24（3議席削減）に対し推進派18名・見直し派9名が立候補。推進派17名・見直し派7名が当選した。地元ミニコミ紙「サニープレス」発行者田中寿夫も、政治団体新風21を結成し立候補、当選した。市議会の勢力はネットワーク結成時の推進派19名・見直し派8名とほとんど変わらない結果となった。見直し派候補には地権者（政治団体新風21事務局長）が1名いたものの落選した。
- 2007年7月22日投開票の狭山市長選挙には、西口再開発事業を推進する現職の仲川幸成市長が立候補を表明。推進派市議17名の支持と、自由民主党・公明党・連合埼玉の推薦を受けた。一方、民主党前衆議院議員五十嵐文彦は事前に水面下で「見直し派候補一本化」をネットワークから打診されていたが、元外資系製薬会社社員高部忠雄を擁立し、自ら選挙対策事務局長となった。市議中川浩と田中寿夫が高部を支持した。五十嵐文彦に見直し派候補一本化を阻まれたネットワークは、元市助役北田清の求めに応じその支援に回り、共産党市議3名と市議大島政教、自民党員の一部、民主党反五十嵐派が北田を支持した。見直し派は分裂選挙となった。
- 高部は2005年まで狭山市・入間市合併協議会委員として両市の合併を推進していた人物である。また北田は故・町田潤一前市長が任命し、仲川市長の代になってからも引き続き助役を務め、2005年9月まで市の担当者として狭山市・入間市の合併や西口再開発事業を推進していた人物である。市長選挙は西口再開発事業の是非をめぐる対立の構図となってはいるものの、これまでのネットワークの枠組みは崩れ、市長選新人候補者2名はそれまでの主張とは正反対の立場から立候補するという複雑な状況が生じた。
- 2007年7月22日投開票の狭山市長選挙において、現職の仲川幸成市長が再選され、西口再開発事業は引き続き推進されることになった。

## 最近の動き
- 2007年9月から狭山市駅駅舎の取り壊し工事が始まり、駅舎工事用地確保のため駅周辺の店舗閉鎖と住民の転居、整地も行われた。
- 2008年2月21日、狭山市駅1階にある東西改札口を駅舎改築後も確保する事を求め、市に要望書を提出した[2][3]。
- 2008年10月29日、さいたま地方裁判所において元市議秋山淳子を代表とする狭山市の住民グループ154人が西口再開発事業の見直しを求め、仲川幸成市長を相手取り、同事業への公金支出の差し止めを求めていた住民訴訟の判決があった。同判決では住民グループの訴えは棄却され、市の主張が認められた。住民グループは東京高等裁判所に即日控訴した[4]。
- 2008年11月から12月、「まちの愛称」が公募され、2009年3月、「スカイテラス」に決定した。
- 2010年3月25日、狭山市駅西口地区まち開きを行い、新駅舎と一部施設が供用開始。
- 2011年6月8日、新駅舎内に商業施設「Emio狭山市」が開業。
- 2012年7月、バス停留所整備等完了。西口地区再開発事業が完成、同月14日から16日まで完成記念イベントを行った[5]。同18日、複合型公益施設「狭山市市民交流センター」が開所、西口地区再開発事業によって整備された全施設が供用開始となり、事業は終了した。

## 再開発事業の現況
- 狭山市#狭山市駅周辺を参照。